# Chapalichthys
Chapalichthys es un género de peces actinopeterigios de agua dulce, distribuidos por ríos y lagunas de México.

## Especies
Existen tres especies reconocidas en este género:
- Chapalichthys encaustus (Jordan y Snyder, 1899)
- Chapalichthys pardalis Álvarez, 1963
- Chapalichthys peraticus Álvarez, 1963